# دوره ششم مجلس شورای اسلامی

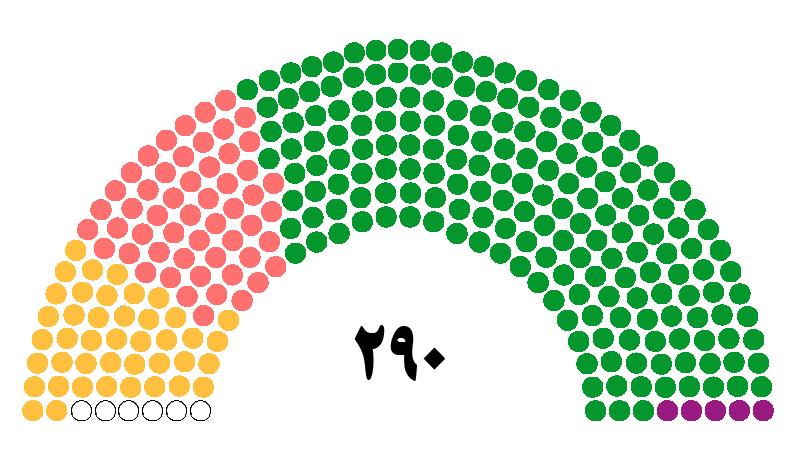

ششمین دورهٔ مجلس شورای اسلامی (مجلس ششم) از ۷ خرداد ۱۳۷۹ تا چهار سال قانون‌گذاری ایران را بر عهده داشت. در این دوره اصلاح‌طلبان اکثریت مطلق را در دست داشتند.

## انتخابات
انتخابات ششمین دوره مجلس شورای اسلامی، در تاریخ ۲۹ بهمن ۱۳۷۸ خورشیدی، برگزار گردید. از مجموع ۳۸٬۷۲۶٬۴۳۱نفر واجد شرایط رای دادن، ۲۶٬۰۸۲٬۱۵۷ نفر، در انتخابات شرکت کردند.
در این دوره از انتخابات، جبهه دوم خرداد توانست که اکثریت مطلق مجلس را به دست آورد.
در تهران بزرگ، فهرست نامزدهای پیشنهادی حزب جبهه مشارکت ایران اسلامی، ۹۰٪ کرسی‌های این حوزه را کسب کرد.

## افتتاح مجلس ششم
جلسهٔ گشایش مجلس در ۷ خرداد ۱۳۷۹ آغاز شد و محمدعلی شیخ شوشتری نمایندهٔ شوشتر رئیس سنی مجلس شد.
سپس نمایندهٔ رهبری پیام سید علی خامنه‌ای را خواند. وی در این پیام با اشاره به اقدامات دشمنان در این دوره از نمایندگان درخواست هوشیاری کرد.
سپس سید محمد خاتمی رئیس‌جمهور و عبدالواحد موسوی لاری وزیر کشور سخنرانی کردند. وزیر کشور به کارشکنی‌های شورای نگهبان از جمله رد شمارش ماشینی آرا سه روز مانده به برگزاری انتخابات و ابطال تعرفه‌های رای در روزهای پایانی مانده به برگزاری و مشکلات عدیده‌ای که در شمارش آرا ایجاد کرده بود اشاره کرد.

### هیئت رئیسه موقت
در دومین جلسه مجلس در ۱۰ خرداد ۱۳۷۹ هیئت‌رئیسهٔ موقت انتخاب شدند. در این رای‌گیری مهدی کروبی با ۱۸۶ رای مثبت و ۶۳ رای ممتنع رئیس مجلس شد و مجید انصاری با ۱۴۶ رای مثبت و ابوالقاسم سرحدی‌زاده با ۸۵ رای مثبت نیز نایب‌رئیس اول و دوم شده؛ سهیلا جلودارزاده، ناصر خالقی، محمد قمی، علی شکوری راد، اسماعیل جبارزاده، جلال جلالی‌زاده منشیان؛ تابش، سید حسین هاشمی، سازگارنژاد نیز کارپردازان موقت شدند.
تصمیم برای انتخاب کروبی به عنوان رئیس مجلس ناشی از مصلحت سنجی و هماهنگی قبلی بهزاد نبوی و برای کاهش تنش در روابط مجلس ششم با جناح راست و رهبری نظام بود.
۸ تن از جبهه مشارکت، ۷ تن از حزب کارگزاران سازندگی، ۶ نفر در فهرست مجمع روحانیون مبارز قرار داشتند.
این ترکیب که در آن رهبران حزب مشارکت و سازمان مجاهدین انقلاب حضور نداشتند با استقبال جناح راست مواجه شد. 
با این حال هنگام انتخاب هیئت‌رئیسهٔ دایم دوتن از چهره‌های شاخص اصلاح‌طلب بهزاد نبوی و سید محمدرضا خاتمی به سمت نایب‌رئیسان اول ودوم مجلس ششم انتخاب شدند.
مهدی کروبی بلافاصله پس از انتخاب، طی سخنانی گفت که من یک سخنگو نیستم و جایگاه رئیس قوه مقننه در حد رییسان دو قوه دیگر است.
این اظهارات با واکنش برخی دیگر از نمایندگان مواجه شد که عقیده داشتند همه نمایندگان از یک جایگاه و شان برخوردارند.
جناح راست محمد میرمحمدی نمایندهٔ قم را کاندید ریاست مجلس کرد که با کسب ۸۰ رای ناکام ماند در عین حال تعداد نمایندگان نزدیک به این جناح در همین حدود ارزیابی شد.
همزمان با برگزاری جلسه دوم مجلس، «انجمن‌های صنفی کارفرمایی ایران» و «کانون عالی شوراهای اسلامی کار» (دو نهاد کارفرمایی و کارگری ایران) در بیانیه‌ای که از مذاکرات خود منتشر ساختند از تصمیم مجلس پنجم در اصلاح قانون کار و خارج کردن کارگاه‌های کمتر از پنج نفر از شمول این قانون اعتراض کرده و خواستار اصلاح آن در مجلس ششم شدند.
همچنین طی روزهای بعد مهدی کروبی با حضور در بیمارستان از عبدالله نوری (وزیر کشور استیضاح شده خاتمی و مدیرمسئول روزنامه خرداد که در طی دوران زندان بیمار و به بیمارستان منتقل شده بود)، عیادت کرد. گرچه عبدالله نوری با ممانعت شورای نگهبان نتوانست در انتخابات حضور یابد، اما برادر وی که در روزهای آخر ثبت نام کرد با اقبال عمومی مواجه شد. کروبی وعدهٔ رایزنی با سید علی خامنه‌ای و آزادی عبدالله نوری را داد، که هیچگاه محقق نشد.

## هیئت‌رئیسهٔ دایم
هیئت رئیسه دایم مجلس هماهنگی بیشتری با خواست افکار عمومی و نتیجه انتخابات داشت. گرچه کروبی همچنان به ریاست رسید، اما بهزاد نبوی (از سازمان مجاهدین انقلاب) و محمدرضا خاتمی از جبهه مشارکت نایب‌رئیس اول و دوم رئیس انتخاب شدند. ۲۴۸ نماینده در رای‌گیری حضور داشتند.
| سمت               | نام                 | آرا     |
| ----------------- | ------------------- | ------- |
| رئیس مجلس         | مهدی کروبی          | ۱۹۳ رای |
| نایب‌رئیس اول      | بهزاد نبوی          | ۱۵۵ رای |
| نایب‌رئیس دوم      | محمدرضا خاتمی       | ۱۳۵ رای |
| منشی              | ناصر خالقی          | ۱۴۵ رای |
| منشی              | شهربانو امانی انگنه | ۱۵۵ رای |
| منشی              | سهیلا جلودارزاده    | ۱۵۳ رای |
| منشی              | علی شکوری‌راد        | ۱۳۲ رای |
| منشی              | اسماعیل جبارزاده    | ۱۱۵ رای |
| منشی              | محمد قمی            | ۱۲۷ رای |
| منشی              | محمد نعیمی‌پور       | ۱۱۲ رای |
| منشی              | سید ابراهیم امینی   | ۹۲ رای  |
| کارپرداز          | جلیل سازگارنژاد     | ۱۴۳ رای |
| کارپرداز          | سید حسین هاشمی      | ۱۱۲ رای |
| رئیس مرکز پژوهش‌ها | سید محمدرضا خاتمی   |         |

### جناح‌های سیاسی
- رئیس فراکسیون اکثریت: علی‌اکبر محتشمی‌پور
- رئیس فراکسیون اقلیت: غلامعلی حدادعادل